# Gli indesiderati d'Europa
Gli indesiderati d'Europa (Les Unwanted de Europa) è un film drammatico del 2018 diretto da Fabrizio Ferraro.

## Trama
Il film racconta gli eventi della via nei Pirenei, la fuga dal fascismo che stava infettando il cuore dell'Europa: dapprima i catalani ed i militanti internazionalisti in fuga dal regime di Francisco Franco, in seguito, in senso inverso, Ebrei, comunisti e dissidenti in fuga dalla Francia occupata dai nazisti (tra cui spicca il filosofo Walter Benjamin).

## Produzione
Film co-prodotto dal Ministero dei Beni e delle Attività Culturali e del Turismo, le riprese sono state effettuate a Roma, Banyuls-sur-Mer (Francia) ed in Spagna tra Barcellona, Portbou e La Vajol.

## Distribuzione
Il film è stato proiettato per la prima volta il 26 gennaio 2018 all' International Film Festival Rotterdam. Ha avuto quindi due prime (sottotitolate) in Spagna, la prima a Madrid l'8 marzo 2019 e la seconda a Barcellona il 15 marzo successivo.
In Italia è stato trasmesso doppiato per la prima volta da Rai 2 il 19 gennaio 2020 e sottotitolato l'8 settembre 2024.